# سیارک ۲۱۰۴۲۵
سیارک ۲۱۰۴۲۵ (به انگلیسی: 210425 Imogene، نامگذاری:2008AM31) دویست و ده هزار و چهارصد و بیست و پنجمین سیارک کشف شده‌است که در ۱۰ ژانویه ۲۰۰۸ کشف شد.